# Osario

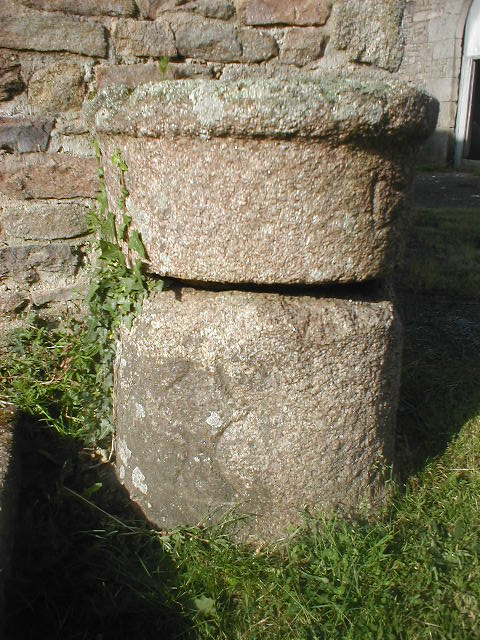
Un osario galo-romano, en Guern, Bretaña.

Los osarios son recipientes, cajas, edificios, pozos o sitios que tienen como finalidad reunir y guardar huesos humanos para su adecuado descanso. Se utilizan a menudo cuando el espacio para entierro escasea. El cuerpo se deja unos años en una tumba temporal, y luego se exhuma y los restos óseos se trasladan al osario. 

## Osarios en el judaísmo

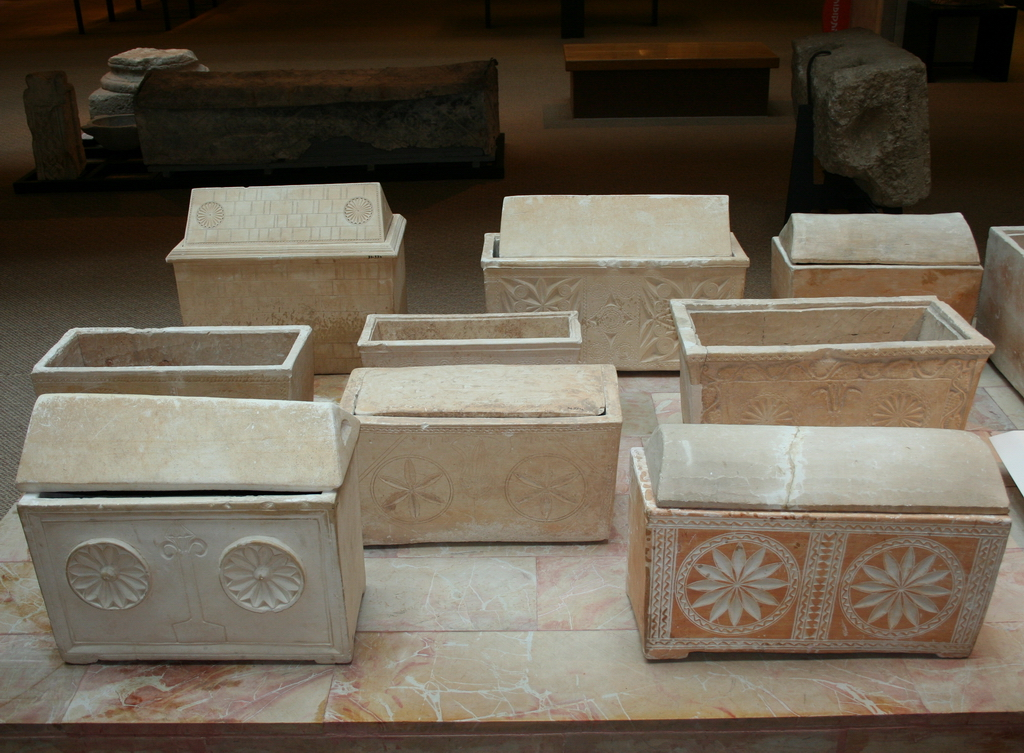
Osarios expuestos en el Museo Hecht, en Israel.

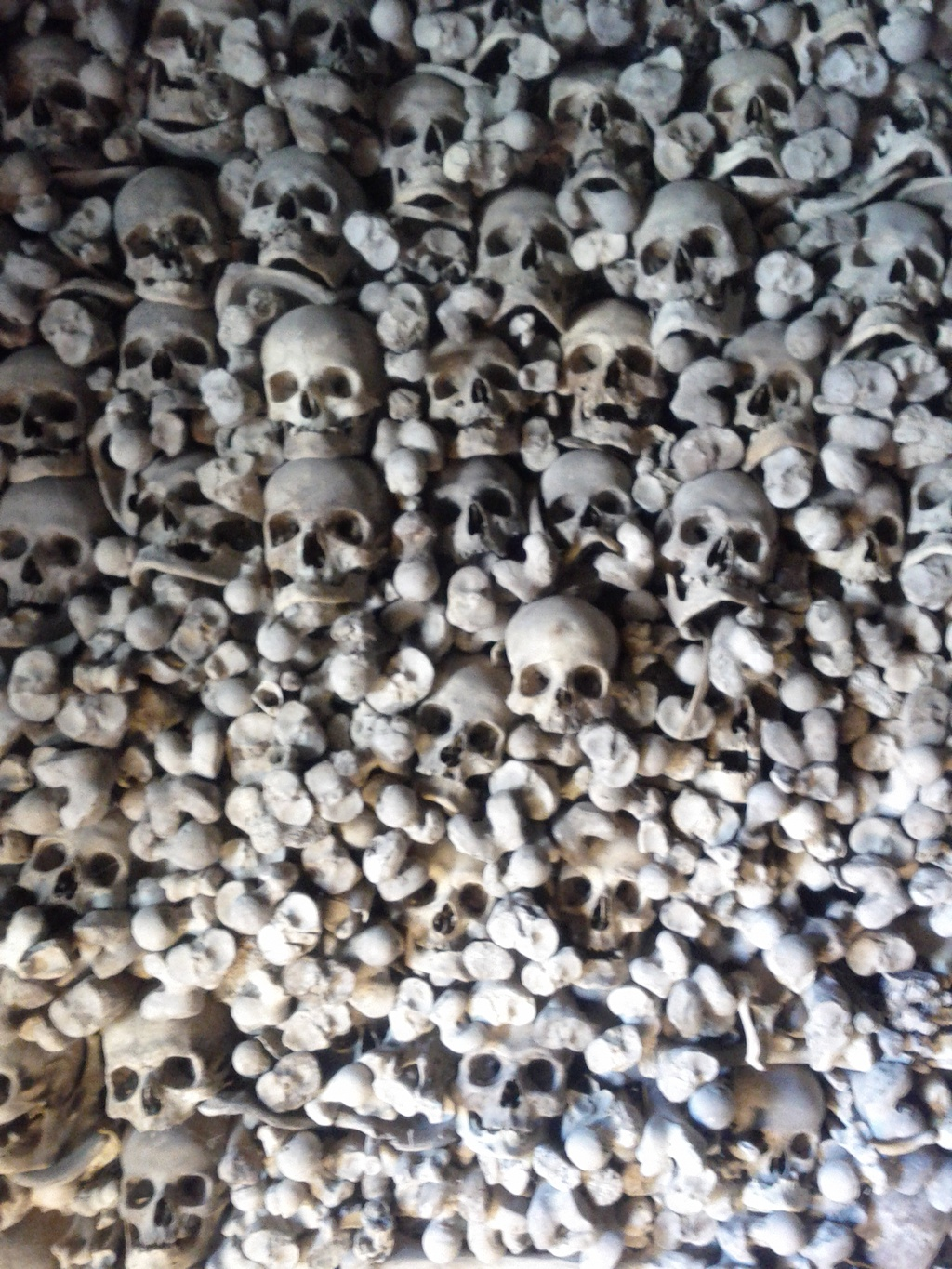
Osario de la Iglesia de Santa María (Wamba), (Valladolid, España).

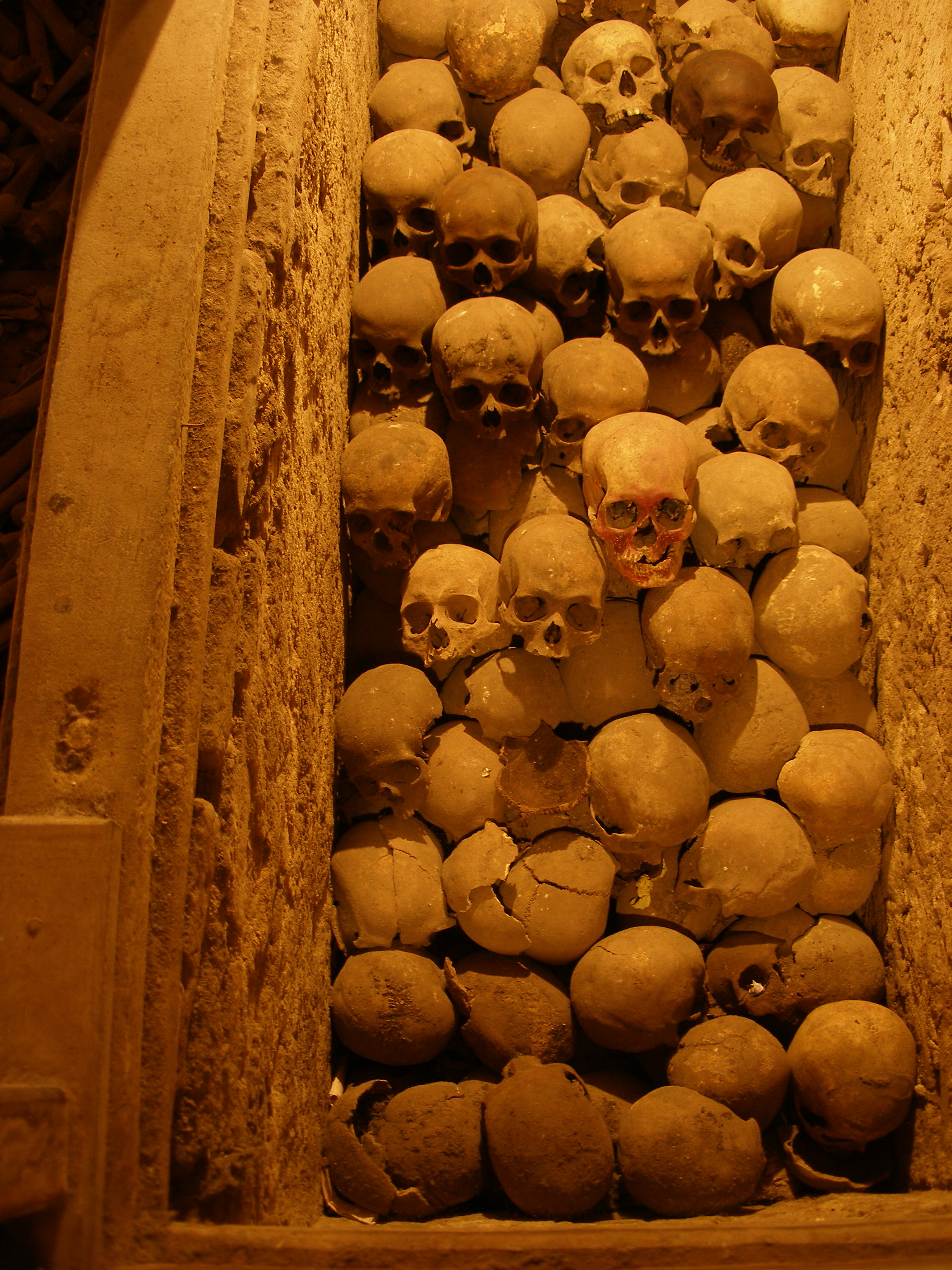
Osario en las catacumbas de la Iglesia de San Francisco de Asís de Lima, Perú.

Los osarios judíos (en hebreo: גלוסקמא) tallados en piedra caliza, pertenecientes al siglo I d. C. tienen como fin reunir o juntar huesos u otros vestigios humanos una vez sacados de su sepultura, para pasar el resto de la eternidad en una antecámara de la tumba. Tienen importancia histórica por ser manifestaciones exclusivas de los primeros ritos fúnebres dentro de las comunidades judías del siglo I d. C.
Según las antiguas leyes judías, que siguen vigentes en la actualidad, los cadáveres tenían que ser inhumados en el suelo, antes del atardecer del día del óbito. Las tumbas cavadas en roca, eran y son consideradas sepulturas «en el suelo». En Israel, donde era muy común el uso de osarios, al difunto se le depositaba en un primer lugar en la cámara exterior de la tumba, donde se le amortajaba y se le ungía con perfumes, especias y aceites. A continuación, la entrada a la tumba era sellada con una piedra muy pesada, que era empujada hasta que quedase cerrada por completo. De este modo se evitaban los saqueos de tumbas.
Normalmente las tumbas estaban compuestas por dos cámaras. Los familiares del difunto esperaban aproximadamente un año a que el cuerpo, envuelto en un sudario blanco, se descompusiera. Una vez que la carne desaparece de los huesos, estos eran recogidos por los familiares y depositados en una caja pequeña de piedra caliza, un osario. En la segunda cámara o antecámara se tallaban pequeños altares o huecos (arcosolios) en las paredes para dejar reposar estos osarios, normalmente los de una familia entera.
Los osarios eran decorados por artesanos fabricantes de osarios, con figuras religiosas según la tradición judía o con algún símbolo familiar o distintivo de la familia. E incluso en muchas ocasiones, se escribía con un punzón en la piedra el nombre del difunto y alguna descripción si era una persona importante y se acompañaban con algún que otro enser personal del difunto. Los osarios de Jerusalén varían en longitud según el tamaño del hueso más largo del cuerpo humano, el fémur. Incluso hoy en día, cuando los arqueólogos abren un osario, lo que normalmente encuentran es una calavera (es lo último que se colocaba) y debajo los fémures cruzados. Los huesos más pequeños, normalmente reducidos a polvo por el paso del tiempo, permanecen en el fondo.
No se sabe a ciencia exacta el por qué la práctica de usar osarios comenzó aproximadamente treinta años antes del nacimiento de Jesús de Nazaret. Los arqueólogos y algunos teólogos sospechan que alguna creencia judía en la resurrección del cuerpo instigó a una acumulación y preservación de los huesos para el día del Juicio Final.
El incendio de Jerusalén en el año 70 d. C. puso fin a la tradición cada vez más popular de los osarios antes de que ésta se extendiera más ampliamente, con lo cual, la existencia de un osario en una tumba es tan fiable como la prueba del carbono-14 para datarla.

## Osarios católicos
Los dos osarios más grandes de Europa que se conservan en la actualidad y están abiertos al público son las Catacumbas de París, en Francia, y el Osario de Brno, en la República Checa.